# Antonio Villegas
Antonio Villegas (Manilla, 9 januari 1928 - Reno, 16 november 1984) was een Filipijns politicus en van 1962 tot 1971 burgemeester van de Filipijnse hoofdstad Manilla.

## Biografie
Antonio Villegas werd geboren op 9 januari 1928 in het district Santa Cruz in de Filipijnse hoofdstad Manilla. Hij was de oudste van tien kinderen van Obdulia de Jesus en Epifanio Villegas, een advocaat werkzaam bij het National Bureau of Investigation (NBI). Na het Cosmopolitan College ging hij in 1947 studeren aan de Far Eastern University, waar hij in 1949 zijn Associate degree behaalde. Aansluitend studeerde hij rechten aan de Manuel L. Quezon University, waar hij in 1953 zijn bachelor-opleiding rechten voltooide. Later in 1963 behaalde hij nog zijn doctoraal-diploma rechten aan de University of the Pacific.
Villegas' politieke carrière begon toen hij in 1959 op 31-jarige leeftijd de verkiezingen voor viceburgemeester van Manilla won. Nadat burgemeester Arsenio Lacson in 1962 een jaar voor het einde van zijn termijn overleed, werd Villegas een dag erna door president Diosdado Macapagal ingezworen als nieuwe burgemeester. Hij daarmee op 34-jarige leeftijd de jongste burgemeester uit de geschiedenis van Manilla. In 1963 versloeg hij namens de Liberal Party Roberto Oca, de kandidaat van de Nacionalista Party. De verkiezingen van 1967 verliepen door intimidatiepraktijken door president Ferdinand Marcos voor de Liberal Party rampzalig. Naast de verkiezing van de enige Liberal-senator Benigno Aquino jr. was de verkiezing van Villegas als burgemeester van Manilla een van de weinig successen dat jaar. Vier jaar later werd Villegas gepasseerd door de Liberal Party. In zijn plaats werd Ramon Bagatsing de nieuwe Liberal-kandidaat voor het burgemeesterschap van Manilla. Bagatsing, die kort voor de verkiezingen een deel van zijn linkerbeen verloor bij de bomaanslag op Plaza Miranda, won daarop de verkiezingen van Villegas.
Kort na de verloren verkiezingen van 1971 emigreerde hij met zijn hele gezin naar de Verenigde Staten, waar hij zich in Californië vestigde. In 1980 verhuisde hij naar Reno in de staat Nevada, waar hij in 1984 op 56-jarige leeftijd overleed. Zijn lichaam werd overgevlogen naar de Filipijnen en begraven op Manila North Cemetery, naast de tombe van de voormalige Amerikaanse gouverneur-generaal Francis Burton Harrison.